# 哈拉爾森 (喬治亞州)
哈拉爾森（英語：Haralson）是一個位於美國喬治亞州考維塔縣和梅里韋瑟縣的城鎮。

## 地理
哈拉爾森的座標為33°13′36″N 84°34′11″W / 33.22667°N 84.56972°W，而該地的平均海拔高度為255米（即837英尺）。

## 人口
根據2010年美國人口普查的數據，哈拉爾森的面積為2.11平方千米，當中陸地面積為2.08平方千米，而水域面積為2.03平方千米。當地共有人口166人，而人口密度為每平方千米79人。